# بليد هيد أيلاند (كارولاينا الشمالية)
بليد هيد أيلاند (بالإنجليزية: Bald Head Island, North Carolina)‏ هي قرية تقع في الولايات المتحدة في مقاطعة برونزويك، كارولاينا الشمالية. يقدر عدد سكانها بـ 158 نسمة ومساحتها 14.9 كم2 وترتفع عن سطح البحر 1.52 متر.

## التركيبة السكانية
حدّد مكتب تعداد الولايات المتحدة بيانات التركيبة السكانية لبليد هيد أيلاند في تعداد الولايات المتحدة. في ما يلي، التركيبة السكانية حسب تعدادي 2000 و2010.

### تعداد عام 2000
بلغ عدد سكان بليد هيد أيلاند 173 نسمة بحسب تعداد عام 2000، وبلغ عدد الأسر 88 أسرة وعدد العائلات 71 عائلة مقيمة في القرية. في حين سجلت الكثافة السكانية 11.4 نسمة لكل كيلومتر مربع (29.5/ميل2). وبلغ عدد الوحدات السكنية 599 وحدة بمتوسط كثافة قدره 39.5 لكل كيلومتر مربع (102.3/ميل2).
وتوزع التركيب العرقي للقرية بنسبة 95.38% من البيض و2.89% من الأمريكيين الأفارقة و0.58% من الأمريكيين الأصليين و1.16% من عرقين مختلطين أو أكثر.
بلغ عدد الأسر 88 أسرة كانت نسبة 6.8% منها لديها أطفال تحت سن الثامنة عشر تعيش معهم، وبلغت نسبة الأزواج القاطنين مع بعضهم البعض 77.3% من أصل المجموع الكلي للأسر، ونسبة 3.4% من الأسر كان لديها معيلات من الإناث دون وجود شريك،  بينما كانت نسبة 0% من الأسر لديها معيلون من الذكور دون وجود شريكة وكانت نسبة 19.3% من غير العائلات. تألفت نسبة 18.2% من أصل جميع الأسر من عدة أفراد يعيشون في نفس المنزل ونسبة 3.4% كانت تتألف من شخص يعيش بمفرده يبلغ من العمر 65 عاماً أو أكثر. وبلغ متوسط حجم الأسرة المعيشية 1.97، أما متوسط حجم العائلات فبلغ 2.17.
بلغ العمر الوسطي للسكان 56.3 عاماً. وكانت نسبة 5.8% من القاطنين تحت سن الثامنة عشر، وكانت نسبة 1.2% بين الثامنة عشر والرابعة والعشرين عاماً، ونسبة 11% كانت واقعةً في الفئة العمرية ما بين الخامسة والعشرين والرابعة والأربعين عاماً، ونسبة 63.6% كانت ما بين الخامسة والأربعين والرابعة والستين، ونسبة 18.5% كانت ضمن فئة الخامسة والستين عاماً فما فوق. يوجد لكل 100 أنثى 106.0 ذكر، ويوجد لكل 100 أنثى في الثامنة عشر من عمرها فما فوق 101.2 ذكر.
بلغ متوسط دخل الأسرة في القرية 62,083 دولارًا، أما متوسط دخل العائلة فبلغ 56,964 دولارًا. وكان متوسط دخل الذكور 51,250 دولارًا مقابل 35,000 دولارًا للإناث. وسجل دخل الفرد الخاص بالقرية 45,585 دولارًا. وكانت نسبة 10.8% من العائلات ونسبة 10.3% من السكان تحت خط الفقر، وكان من هؤلاء نسبة 40% تحت سن الثامنة عشر ونسبة 0% في الخامسة والستين من العمر وما فوق.

### تعداد عام 2010
بلغ عدد سكان بليد هيد أيلاند 158 نسمة بحسب تعداد عام 2010، وبلغ عدد الأسر 83 أسرة وعدد العائلات 69 عائلة مقيمة في القرية. في حين سجلت الكثافة السكانية 10.4 نسمة لكل كيلومتر مربع (26.9/ميل2). وبلغ عدد الوحدات السكنية 1,111 وحدة بمتوسط كثافة قدره 73.2 لكل كيلومتر مربع (189.6/ميل2).
وتوزع التركيب العرقي للقرية بنسبة 93.67% من البيض و1.27% من الأمريكيين الأصليين و2.53% من الأمريكيين ذوي الأصول الآسيوية و1.27% من الأعراق الأخرى و1.27% من عرقين مختلطين أو أكثر و3.16% من الهسبانيون أو اللاتينيون من أي عرق.
بلغ عدد الأسر 83 أسرة كانت نسبة 1.2% منها لديها أطفال تحت سن الثامنة عشر تعيش معهم، وبلغت نسبة الأزواج القاطنين مع بعضهم البعض 80.7% من أصل المجموع الكلي للأسر، وكانت نسبة 2.4% من الأسر لديها معيلون من الذكور دون وجود زوجة، وكانت نسبة 16.9% من غير العائلات. تألفت نسبة 14.5% من أصل جميع الأسر من عدة أفراد يعيشون في نفس المنزل ونسبة 6% كانت تتألف من شخص يعيش بمفرده يبلغ من العمر 65 عاماً أو أكثر. وبلغ متوسط حجم الأسرة المعيشية 1.90، أما متوسط حجم العائلات فبلغ 2.06.
بلغ العمر الوسطي للسكان 64.0 عاماً. وكانت نسبة 0.6% من القاطنين تحت سن الثامنة عشر، وكانت نسبة 3.2% بين الثامنة عشر والرابعة والعشرين عاماً، ونسبة 1.3% كانت واقعةً في الفئة العمرية ما بين الخامسة والعشرين والرابعة والأربعين عاماً، ونسبة 51.3% كانت ما بين الخامسة والأربعين والرابعة والستين، ونسبة 43.7% كانت ضمن فئة الخامسة والستين عاماً فما فوق. وتوزع التركيب الجنسي للسكان بنسبة 51.3% ذكور و48.7% إناث.